# Metropolia Kalikatu
Metropolia Kalikatu – jedna z 24 metropolii kościoła rzymskokatolickiego w Indiach. Została erygowana 12 kwietnia 2025.

## Diecezje
- Archidiecezja Kalikat
  - Diecezja Kannur
  - Diecezja Sultanpet

## Metropolici
- abp Varghese Chakkalakal (od 2025)